# Anoplognathus olivieri
Anoplognathus olivieri är en skalbaggsart som beskrevs av Johan Wilhelm Dalman 1817. Anoplognathus olivieri ingår i släktet Anoplognathus och familjen Rutelidae. Inga underarter finns listade i Catalogue of Life.

## Bildgalleri

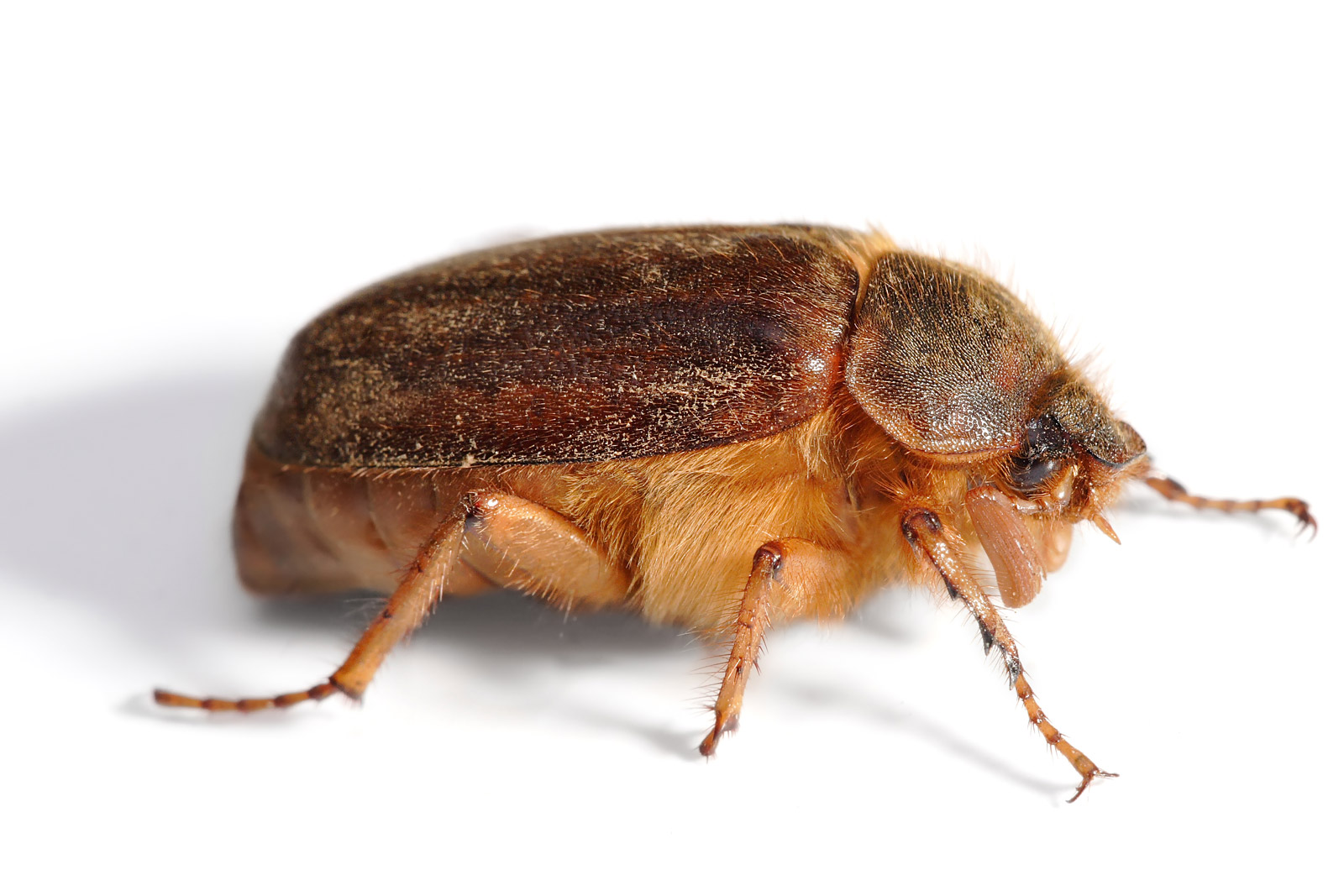